# Durgiana tempelj
Durgiana tempelj ali Šri Durgiana Mandir (gurmukhi ਸ਼੍ਰੀ ਦੁਰਗਿਆਨਾ ਮੰਦਿਰ) (devnagari श्री दुर्गियान ा मंदिर), je hindujski tempelj v mestu Amritsar v Pandžabu v Indiji. Čeprav je hindujski tempelj, je njegova arhitektura podobna Sikhovskemu Harmandir Sahib (Zlati tempelj). Ta tempelj je dobil ime po boginji Durgi, glavni boginji, ki jo tukaj častijo. Murtiji Lakšmija in Višnuja so prav tako tukaj in jih častijo v templju.
Čeprav se domneva, da je bil Durgiana Mandir zgrajen leta 1921, je tempelj obstajal, preden je bil ponovno zgrajen leta 1921. To potrjuje zapis v Amritsar District Gazetteer iz leta 1893, ki govori o Durgiani Sarovar in Devi dwara, ki ga obkroža, v kateri se je trlo hindujskih romarjev.

## Zgodovina in arhitektura
Tempelj Sri Durgiana je zelo pomemben tempelj za hindujce. Na dvorišču templja je drevo, kjer sta Lava in Kuša zvezala Hanumana po ujetem izzivalnem konju Ašvamedha jadžna. Iksvaku, vnuk boga sonca, je na tej deželi izvedel številne jagdže. Prvotni tempelj naj bi bil zgrajen v 16. stoletju.
Arhitektura templja Sri Durgiana je podobna arhitekturi Šri Harmandir Sahiba. Leta 1921 ga je zgradil Guru Harsai Mal Kapoor. Harsai Mal je bil potomec Prithi Čanda in s tem Guru Ram Das. Vnuki Harsai Mal Kapoorja trenutno živijo v Amritsarju in so eden od skrbnikov idola Harsaija mal Kapoorja.
Obstoj Talaba je omenjen tudi v dokumentih občinskega odbora iz leta 1868 v Amritsarju. John Campbell Oman, ki je bil profesor naravoslovja na The Government College, Lahore je v svoji knjigi omenil durgiano, kjer je našel nekaj mistikov, ki so prakticirali jogo. Durgiana Mandir je zabeležena v Amritsar District Gazetteer iz leta 1893, ki govori o Durgiani Sarovar in »Devi dwara«, ki jo obdaja, v kateri so se gnetli hindujski romarji.
Čeprav Amritsar ni razglašen za sveto mesto, veljajo omejitve, ki prepovedujejo prodajo tobaka, žganih pijač in mesa v radiju 200 metrov okoli tega templja in Zlatega templja.

## Lokacija
Tempelj stoji v bližini vrat Hathi v Amritsarju. Je zelo blizu železniške postaje Amritsar in približno 1,5 km od avtobusne postaje.

## Značilnosti in modeli
Tempelj je zgrajen sredi svetega jezera, ki meri 160 metrov × 130 metrov. Njegova kupola in nadstreški so podobni kot pri Zlatem templju sikhovske vere, ki je prav tako v Amritsarju. Most omogoča dostop do templja. Kupola templja je pozlačena. V veliki meri se v templju uporablja marmor. Kupola je osvetljena s pisanimi lučmi. Tempelj se včasih imenuje Srebrni tempelj zaradi njegovih velikih izvrstno oblikovanih srebrnih vrat. Ima bogato zbirko hindujskih spisov. Tempeljski kompleks ima tudi nekaj zgodovinskih pomožnih templjev, kot sta Seetla Mata in Bara Hanuman.
- Srebrna vrata templja Durgiana
- Bližnji pogled na tempelj Durgiana
- Pozlačene reliefne skulpture

## Festivali in kulturne prireditve
Glavni hindujski festivali, ki jih praznujejo v templju, so Dussehra, Džanmaštami, Rama Navami in Divali. Festival Sāvan praznujejo tudi v Durgiana Mandirju v svetem mesecu Šravan hindujskega koledarja, kjer se mladoporočenci zberejo v templju, da bi častili Radha Krišno. Ženske se krasijo s cvetličnim nakitom in častijo v templju skupaj s svojimi možmi. Drugi praznik, ki ga praznujejo v tempeljskem kompleksu Durgiana, je slavni Langur Mela v 10 dneh Navratrija in Dussehre. Romarji se v velikem številu zgrinjajo v tempelj Bada Hanuman, s svojimi otroki, oblečenimi v Langurja, da bi molili v tem templju, ki je v kompleksu templja Durgiana.

## Prenova
V templju in njegovi okolici so od leta 2013 izvajali program polepšanja, ki je bil dokončan leta 2015. To bo zagotovilo več prostora za bogoslužje tako znotraj kot zunaj prostorov templja. V skladu z glavnim načrtom, pripravljenim za preoblikovanje okolja okoli templja, je bilo 55 nepremičnin pridobljenih z ustreznim kompenzacijskim paketom in porušenih za namen razvojnih del. Po tem načrtu so bili v izgradnji večnadstropni parkirni kompleks, gledališče na prostem, trgovski kompleks in drugi objekti.

## Galerija
- Kip v templju Durgiana
- Kip boga Šive
- Kip Gospoda Hanumana